# うみねこ号
うみねこ号（うみねこごう）は宮城県仙台市と青森県八戸市を結ぶ昼行高速バスである。
全席指定のため事前予約が必要。

## 運行会社
- 南部バス（岩手県北自動車南部支社八戸営業所）
- 十和田観光電鉄（八戸営業所）

### 過去の運行会社
- 宮城交通（富谷営業所。2010年頃までは仙台南営業所担当）
  - 2012年1月31日の運行をもって運行休止。同年3月31日をもって宮交仙台高速バスセンター発着を終了（4月1日より仙台駅東口発着へ）、2013年1月31日をもって宮交仙台高速バスセンターでの予約と発券業務の取扱いを終了。
- ジェイアールバス東北（久慈支店→二戸営業所。車両は仙台支店所属）
  - 2018年3月31日の運行をもって運行休止。仙台における運行支援は継続（両社とも仙台での休憩は同社仙台支店で行う）。
  - JRバス乗務員の行路は二戸〜八戸〜仙台（泊）〜二戸という1泊2日の行路になっていた。久慈支店担当時はスワロー号で出入庫する運用となっていた。

## 運行経路
凡例　○：乗車のみ取り扱い　●：降車のみ取り扱い　↓↑：通過　休：休憩
| 所在地 | 所在地         | 停留所名                 | うみねこ号  | うみねこ号  | 備 考                                                               |
| 所在地 | 所在地         | 停留所名                 | 仙台 ↓ 八戸 | 仙台 ↑ 八戸 | 備 考                                                               |
| ------ | -------------- | ------------------------ | ----------- | ----------- | ------------------------------------------------------------------- |
| 宮城県 | 仙台市宮城野区 | 仙台駅東口               | ○           | ●           | 74番のりば発、75番おりば着                                          |
| 岩手県 | 奥州市前沢区   | （前沢SA）               | 休          | 休          |                                                                     |
| 岩手県 | 八幡平市       | （岩手山SA）             | 休          | 休          |                                                                     |
| 青森県 | 八戸市         | 八戸インター             | ●           | ○           |                                                                     |
| 青森県 | 八戸市         | 馬場                     | ●           | ○           |                                                                     |
| 青森県 | 八戸市         | 八戸中心街ターミナル     | ●           | ○           | 八戸行：三日町（1番のりば）に停車 仙台行：六日町（5番のりば）に停車 |
| 青森県 | 八戸市         | 本八戸駅                 | ●           | ○           | 北口バスプール<南部バスのりば>に停車                                |
| 青森県 | 八戸市         | 八戸ラピアバスターミナル | ●           | ○           | 4番のりば発着                                                       |

## 運行回数
- 1日3往復（県北2、十鉄1）。
  - 運行担当便のうち、八戸方の2社（県北・十鉄）の朝便はそれぞれ1年おきにローテーションされる（自社車庫を 朝出発→夜戻る のパターン）。宮城交通運行当時は、仙台方2社（宮交・JR）でも同様のローテーションが行われていた。
  - 八戸を午後に出発する県北バス便は、仙台到着後JRバス仙台支店へ入庫し滞泊後、翌日の仙台発午前便となる。

## 運賃
- 2017年2月1日よりカレンダー制運賃を導入（大人片道3,900円 - 4,900円）[1]。カレンダー制運賃導入と同時に往復割引は廃止された。

## 歴史
- 1989年（平成元年）9月27日 - 1日4往復で運行開始[2]。
- 2000年頃 - 定員予約制（自由席）を座席指定制に変更。
- 2001年（平成13年）8月1日 - 八戸側の発着地が小中野バスセンターから八戸ラピアバスターミナルに変更となる。
- 2002年（平成14年）12月1日 - 往復割引乗車券の発売を開始。
- 2006年（平成18年）10月1日 - 馬場～八戸ラピアバスターミナル間の運行経路を本八戸駅経由に変更。八戸市中心部における停留所位置も仙台行が十一日町を「八日町（中央通り）」に、八戸行が八日町を「三日町（さくら野前）」にそれぞれ変更。
- 2008年（平成20年）3月1日 - （旧）十和田観光電鉄及び十和田富士屋ホテルの2社の全事業を「とうてつ」への営業譲渡と同時に（新）十和田観光電鉄に商号変更されたことに伴い、同社担当便の運行会社を変更。
- 2009年（平成21年）4月1日 - JRバス東北久慈営業所の廃止に伴い、乗務員担当が二戸営業所に変更される。
- 2010年（平成22年）4月1日 - 八日町/三日町の停留所名称を「八戸中心街ターミナル」に改称、八日町の乗車位置を「八戸中心街ターミナル（六日町(5番のりば)）」に変更[3]。
- 2011年（平成23年）
  - 3月20日 - 同年3月11日に発生した東北地方太平洋沖地震の影響により運休していたが、同日より南部バスが1日1往復の運行を再開[4]。
  - 3月24日 - この日よりJRバス東北・十和田観光電鉄が運行を再開。1日3往復となる[5]。
  - 3月28日 - この日より宮城交通が運行を再開。通常運行に戻る[5]。
- 2012年（平成24年）
  - 2月1日 - この日より宮城交通が当面の間運休、1日3往復に減便[6]。
  - 4月1日 - この日より仙台の乗り場が仙台駅前（宮交仙台高速バスセンター）から仙台駅東口へ変更[7]。
- 2013年（平成25年）1月31日 - この日を最後に宮城交通の運行並びに宮交仙台高速バスセンターでの発券業務を終了。
- 2014年（平成26年）4月1日 - 運賃改定[8]。
- 2017年（平成29年）
  - 2月1日 - この日からカレンダー運賃を適用、平日閑散期（月～木）・繁忙期（金・土休日）・特別期（GW・お盆・年末年始）の三階建てとなり、往復割引を廃止[1]。
  - 3月1日 - 南部バスの全事業が岩手県北自動車に譲渡されたのに伴い、旧・南部バス担当便の運行会社が岩手県北自動車南部支社に変更。
- 2018年（平成30年）
  - 1月9日 - 岩手県北自動車南部支社担当便で、車内Wi-Fiサービスである「MICHINORI Free Wi-Fi」のサービスを開始[9]。
  - 4月1日 - JRバス東北が撤退[10]。同社担当便は岩手県北自動車に持ち替えとなったが、引き続きJRバス仙台支店に入庫し夜間滞泊を行う。
  - 4月27日 - 十和田観光電鉄担当便で、車内Wi-Fiサービスである「Kokusai-Tohoku Free Wi-Fi」のサービスを開始[11]。
- 2019年（令和元年）6月28日 - 運賃改定[12]。
- 2020年（令和2年）
  - 4月17日 - 新型コロナウイルス感染拡大の影響により、この日より同年5月6日出発便まで2往復を運休[13]。
  - 4月27日 - この日より全便運休となる[13]。
  - 6月19日 - この日より1往復（十和田観光電鉄運行便）の運行を再開[14]。
  - 7月3日 - この日の上り八戸発より（下り仙台発は翌7月4日より）1往復（岩手県北自動車南部支社運行便）の運行を金土日のみ（下り仙台発は土日祝のみ）再開[14]。
- 2021年（令和3年）
  - 2月1日 - この日の出発便より（仙台発朝の便は翌2月2日より）当面の間運休。
  - 2月15日 - 福島県沖地震による東北新幹線運休の影響により、同年2月22日まで一部便を臨時運行した[15]。
  - 3月20日 - この日より同年3月31日まで、2往復（十和田観光電鉄、岩手県北自動車南部支社各1往復）の運行を再開[16]。
  - 4月29日 - この日より（岩手県北自動車南部支社担当便は八戸発4月28日より）同年5月5日まで、2往復（十和田観光電鉄、岩手県北自動車南部支社各1往復）の運行を再開。
  - 5月22日 - この日より1往復（十和田観光電鉄便）が土曜日・日曜日・祝日（同年9月より）限定（同年7月22日 - 8月16日と12月25日 - 2022年1月10日は毎日運行）で運行を再開。
  - 7月21日 - この日の八戸発の便より、1往復（岩手県北自動車南部支社担当便、仙台発は翌日より）が同年9月27日までの週末・お盆等期日限定[17]で運行を再開。
  - 11月1日 - この日の八戸発の便より、1往復（岩手県北自動車南部支社担当便）が金曜日・土曜日・日曜日（仙台発は翌11月2日からの土曜日・日曜日・月曜日）と年末年始限定[18]で運行を再開。
- 2022年（令和4年）
  - 2月11日 - 新型コロナウイルス感染拡大の影響により、この日より（仙台発朝の便は翌2月12日より）当面の間運休[19]。
  - 3月26日 - この日より1往復（十和田観光電鉄便）が同年4月24日までの土曜日・日曜日と4月29日 - 5月8日まで運行再開[20]。
  - 4月28日 - この日の八戸発の便より、1往復（岩手県北自動車南部支社担当便。仙台発は翌4月29日より）が同年5月8日まで（仙台発は5月9日まで）の運行を再開[20]。
  - 6月4日 - この日より1往復（十和田観光電鉄便）が同年6月26日までの土曜日・日曜日に限り運行再開[21]。
  - 7月1日 - この日の八戸発の便より、1往復（岩手県北自動車南部支社担当便。仙台発は翌7月2日より）が八戸発金曜日・土曜日・日曜日・祝日および同年8月5日 - 8月21日の毎日（仙台発は翌日）に限り運行を再開[22]。
  - 7月2日 - この日より1往復（十和田観光電鉄便）の運行日を土曜日・日曜日・祝日（および同年8月6日 - 8月21日の毎日）に拡大[22]。

## 主な使用車両
原則として4列シート・トイレ付きハイデッカー（またはスーパーハイデッカー）車両で運行されるが、車両検査時・繁忙期の臨時車両にはトイレなしの車両が充当される場合もある。
宮城交通運行当時の車両は、他路線と共用していたため日替わりで入れ替わっていたが、車両運用上の都合によっては夜行バス向けの3列シートタイプの車両が使われる場合もあった（特に仙台南営業所担当時期）。
岩手県北自動車南部支社（南部バス）の車両は、南部支社に車両不足が生じた際は岩手県北自動車本社（岩手県北バス）の車両を一時的に南部支社へ転属させ、岩手ナンバー・盛岡ナンバーから八戸ナンバーに変更して充当する場合がある。
- 三菱ふそう・エアロエース（南部バス）
- 日野・セレガ（十和田観光電鉄）

過去の車両

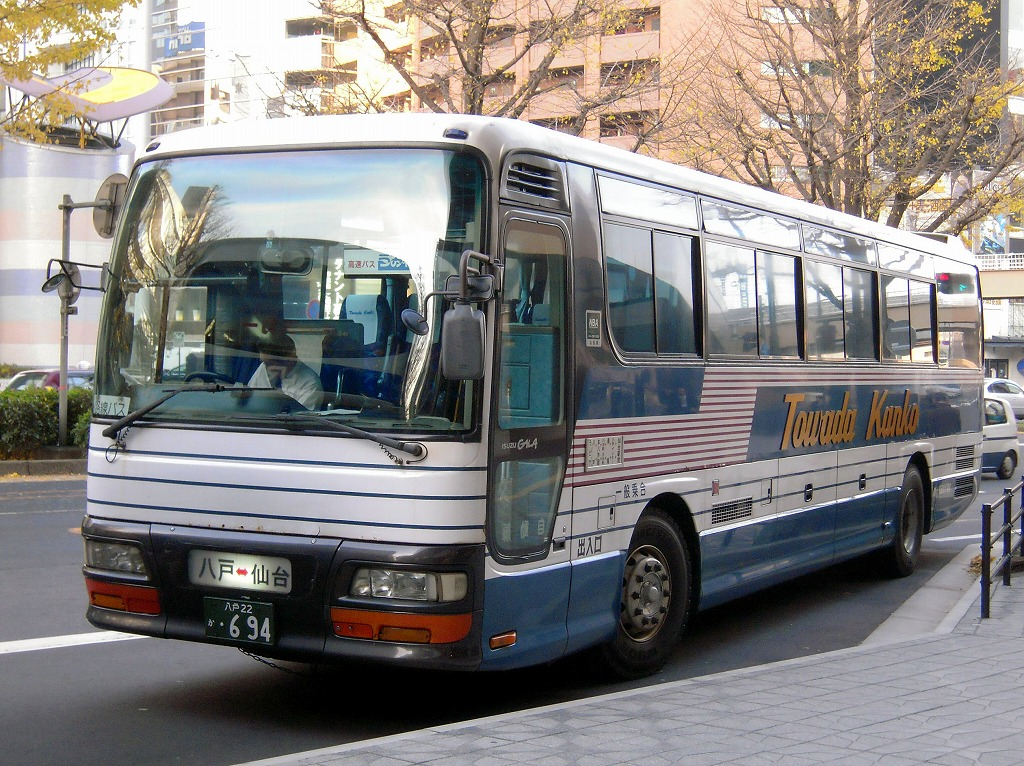
十和田観光電鉄担当便の車両 （いすゞ・ガーラ） ※現在は廃車
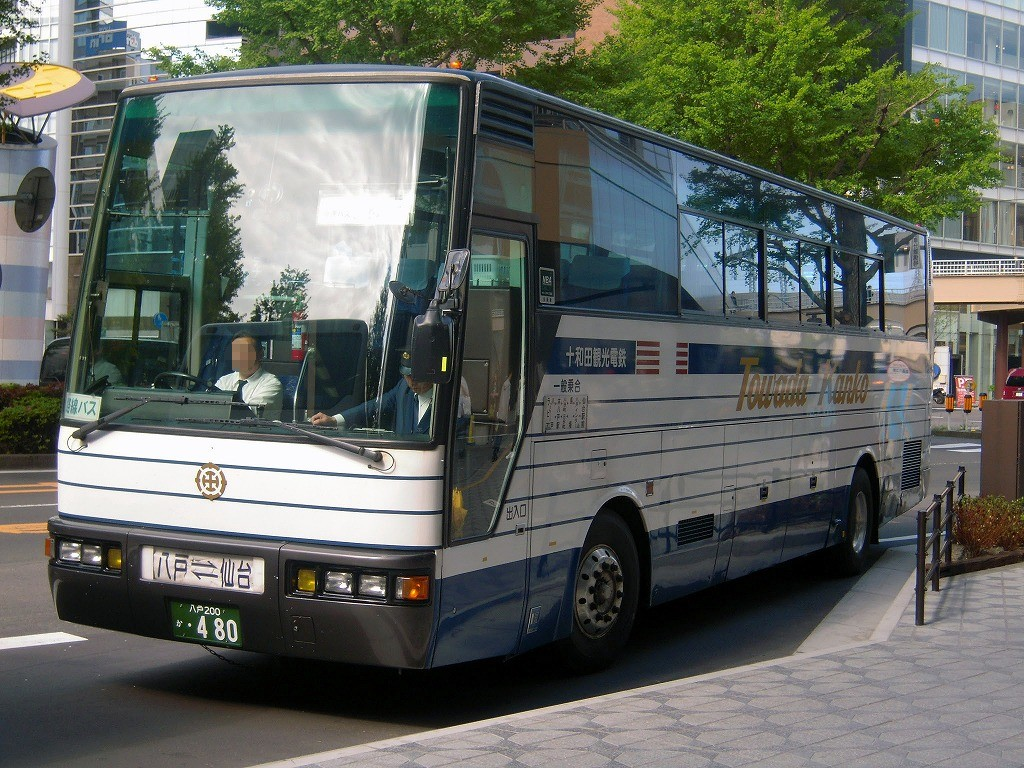
十和田観光電鉄担当便の車両 （いすゞ・スーパークルーザー） ※現在は廃車
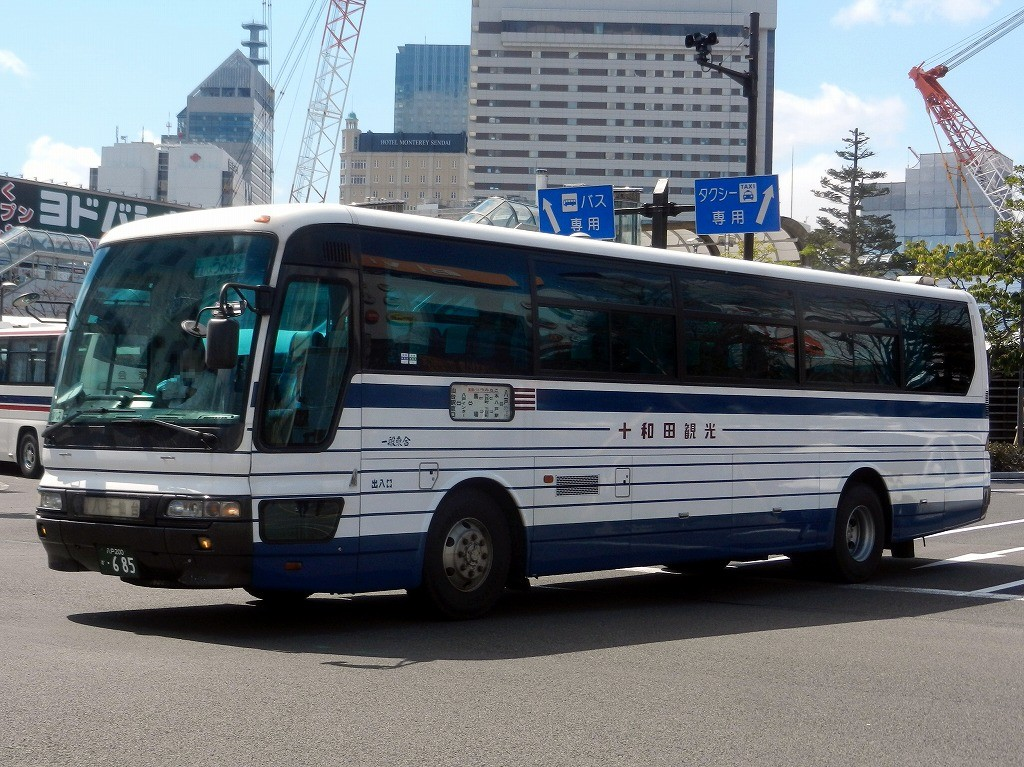
十和田観光電鉄担当便の車両 （三菱ふそう・エアロバス）
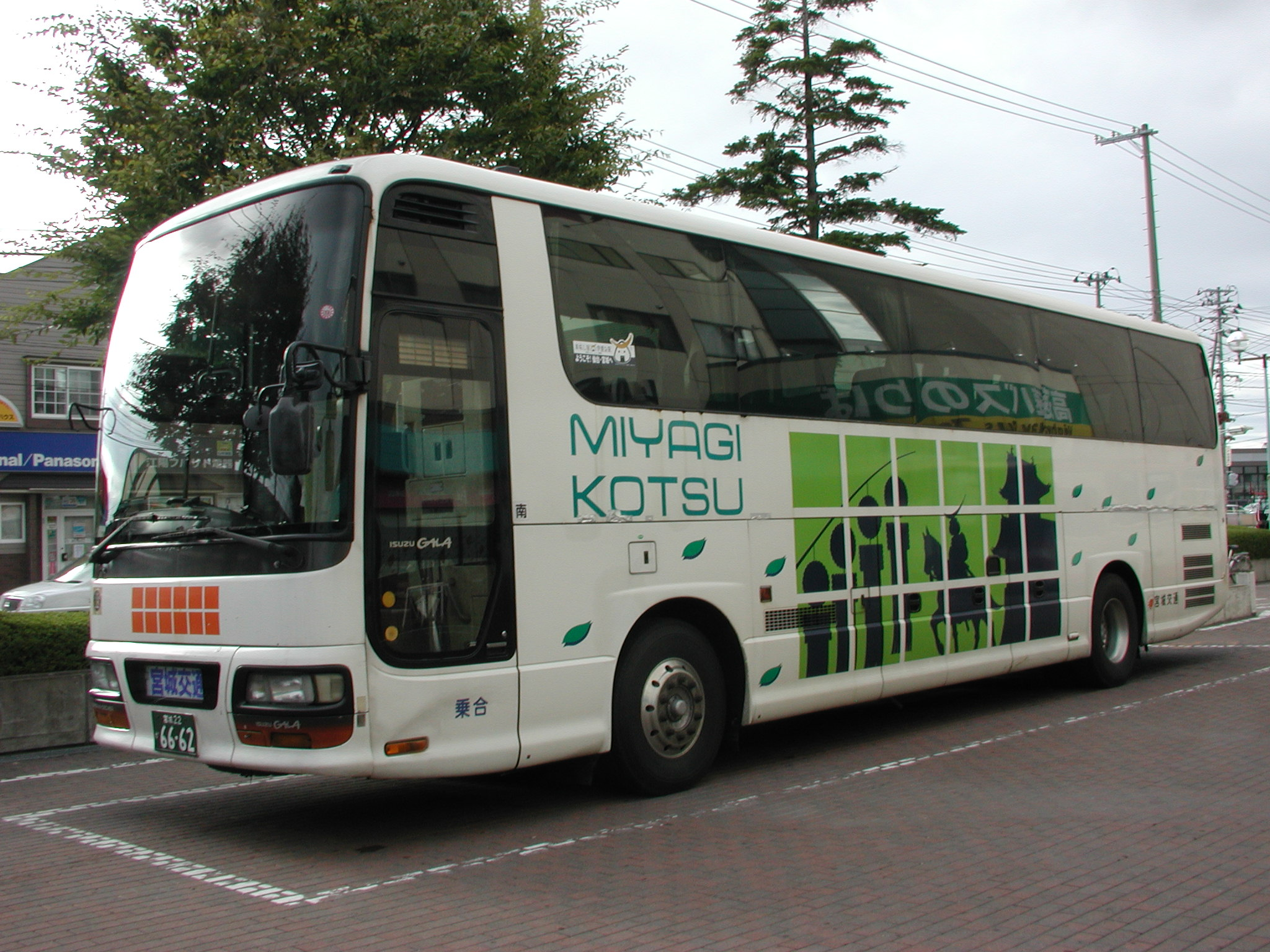
宮城交通担当便の車両 （夜行便仕様の3列シート車：いすゞ・ガーラ） ※現在は廃車
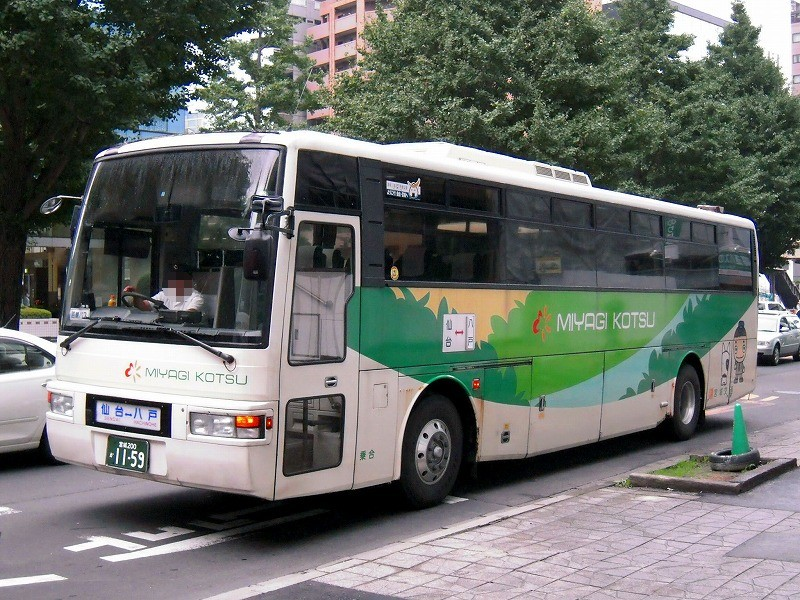
宮城交通担当便の車両 （新高速塗装：日産ディーゼル・スペースアロー） ※現在は廃車
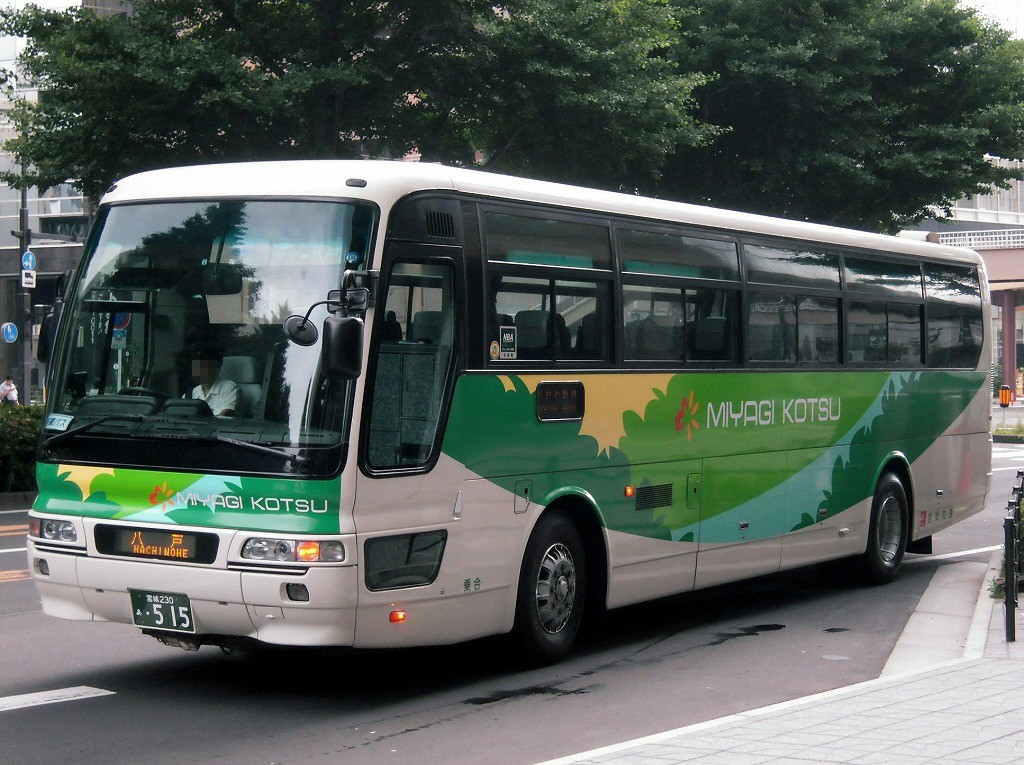
宮城交通担当便の車両 （新高速塗装 <キャラクター抜き> ：三菱ふそう・エアロバス） ※現在は廃車
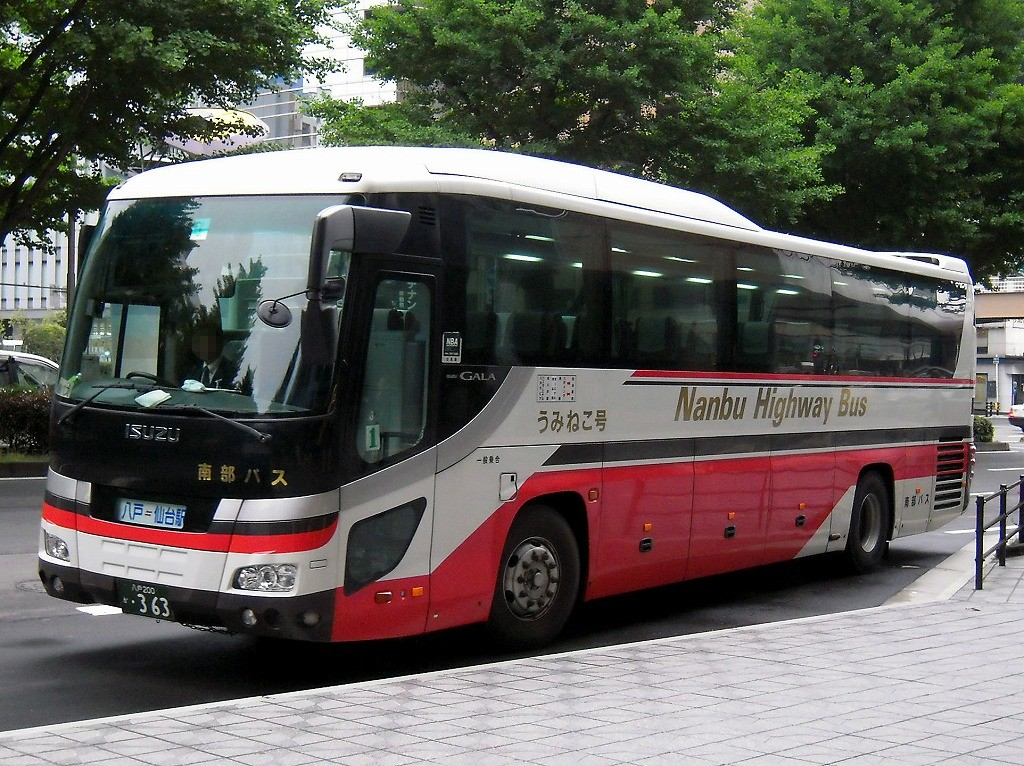
南部バス担当便の車両 （いすゞ・ガーラ） ※現在は岩手県北自動車に移籍
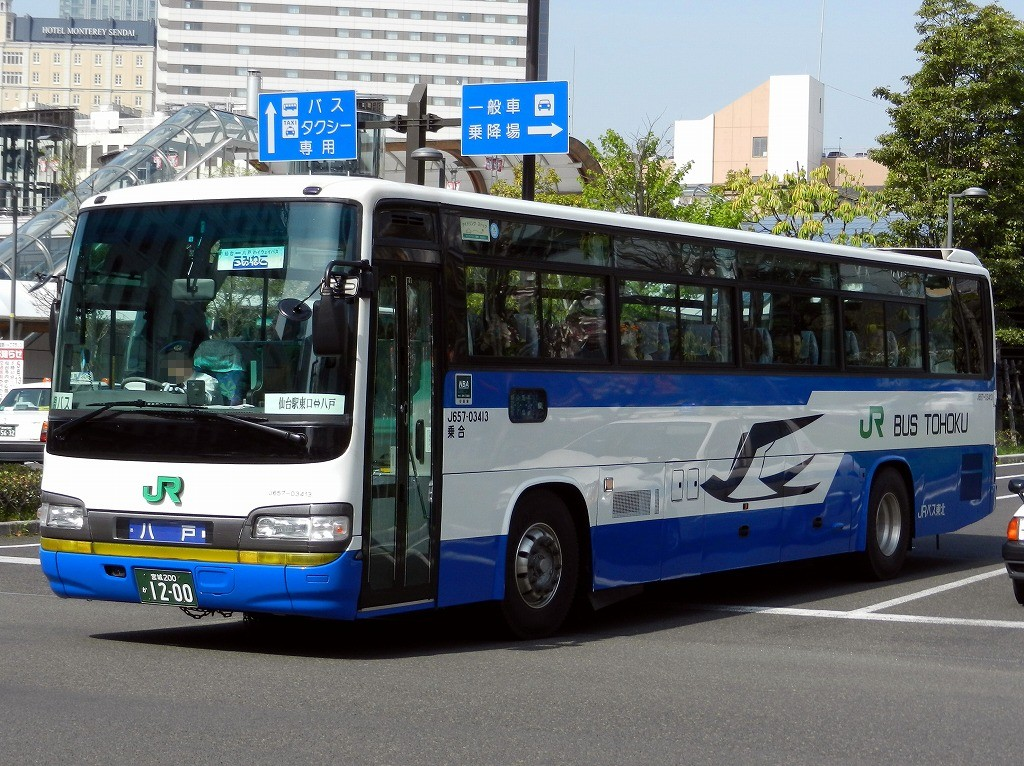
JRバス東北担当便の車両 （日野・セレガR） ※現在は廃車
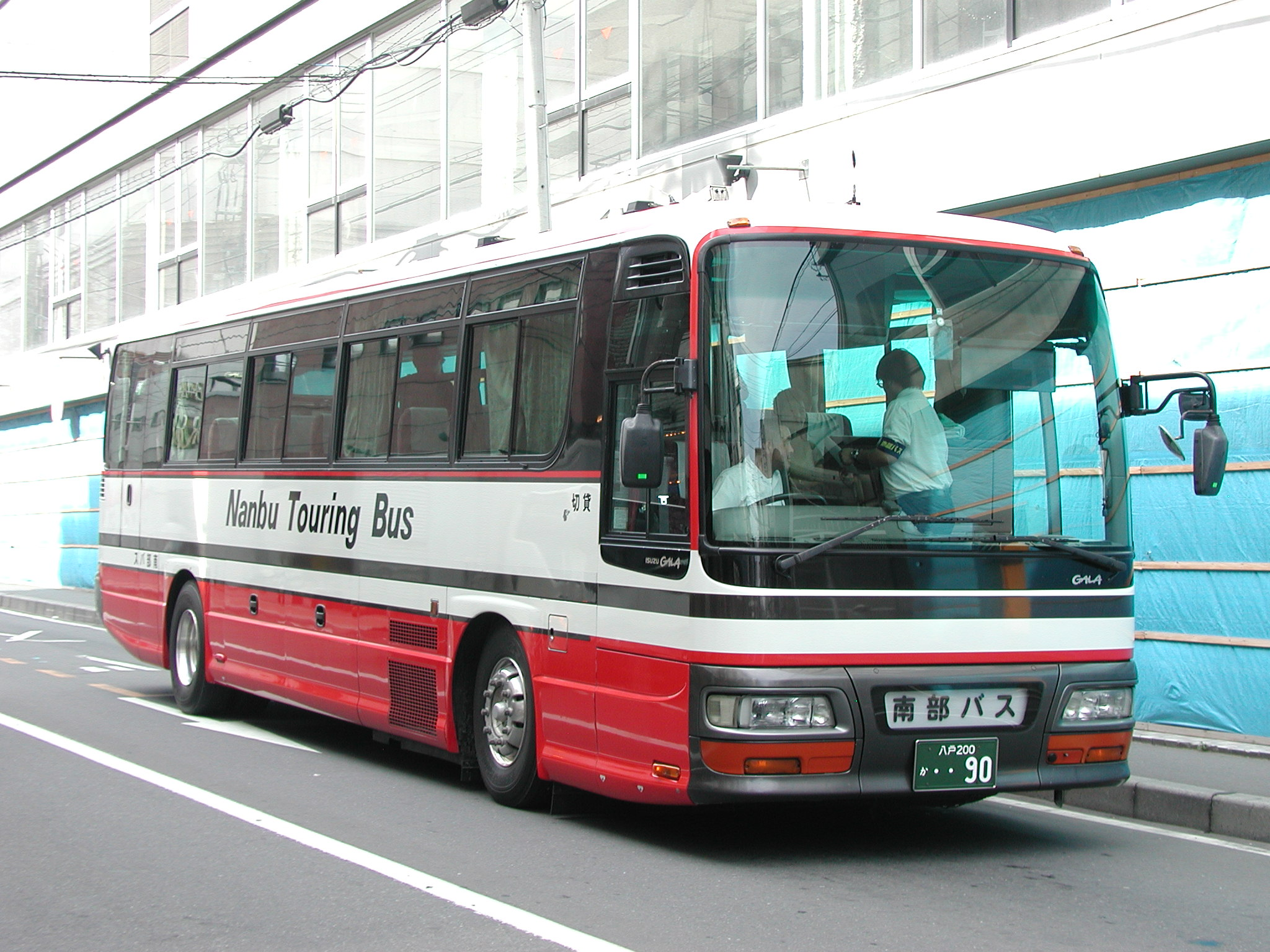
車両検査時・繁忙期の臨時車両（南部バス、いすゞ・旧ガーラ）
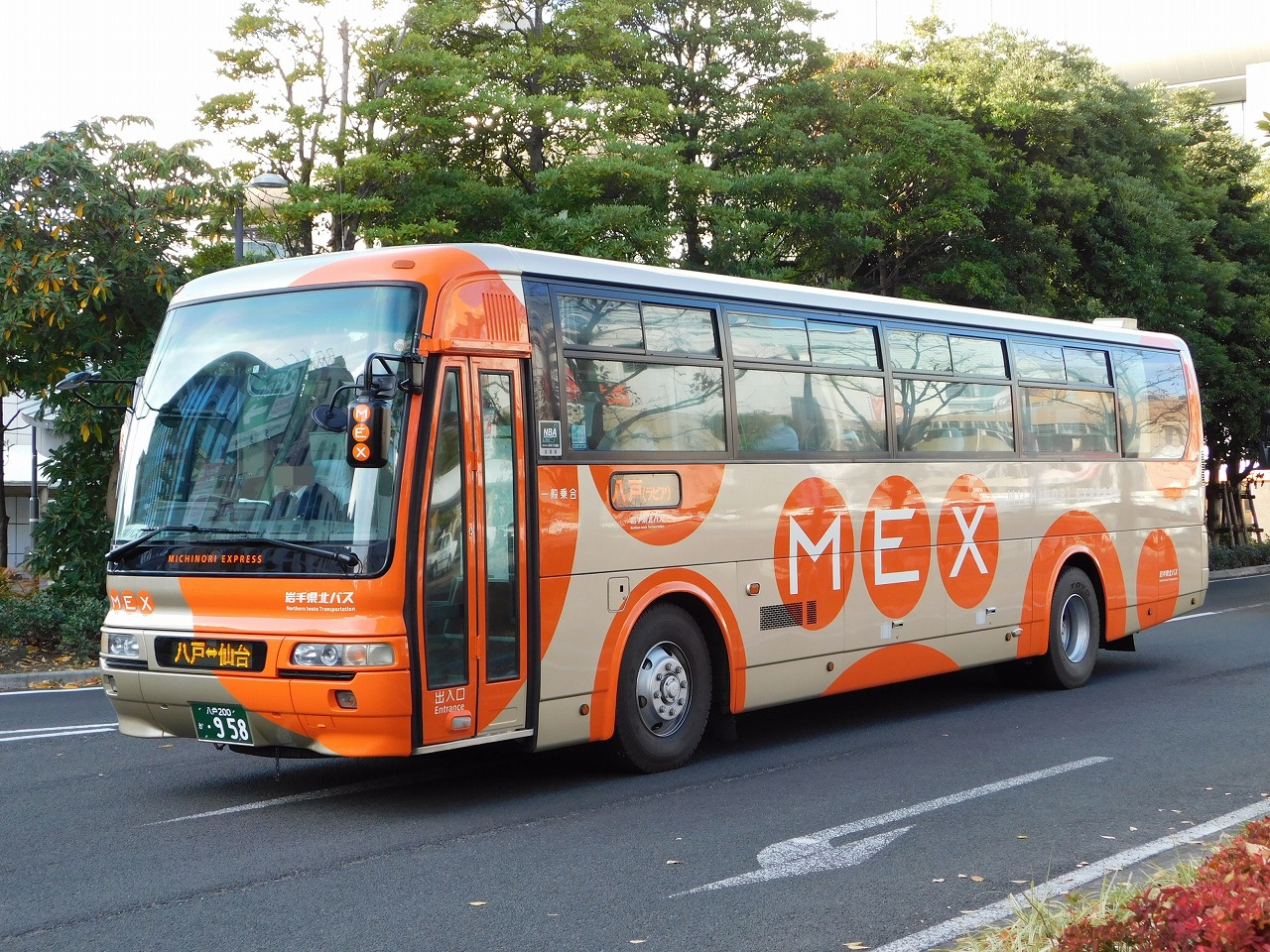
南部バス担当便の車両 （三菱ふそう・エアロバス）

## 利用状況
| 年度               | 運行日数 | 運行便数 | 年間輸送人員 | 1日平均人員 | 1便平均人員 |
| ------------------ | -------- | -------- | ------------ | ----------- | ----------- |
| 2002（平成14）年度 | 365      | 3,040    | 53,258       | 145.9       | 17.5        |
| 2003（平成15）年度 | 365      | 3,022    | 45,287       | 123.7       | 15.0        |
| 2004（平成16）年度 | 365      | 3,041    | 45,940       | 125.9       | 15.1        |
| 2005（平成17）年度 | 365      | 3,061    | 43,901       | 120.3       | 14.3        |
| 2006（平成18）年度 | 365      | 3,034    | 43,761       | 119.9       | 14.4        |
| 2007（平成19）年度 | 366      | 3,060    | 42,625       | 116.5       | 13.9        |